# Kraftwerk Počerady
Das Kraftwerk Počerady (tschechisch Elektrárna Počerady) ist ein Braunkohlekraftwerk in der Region Ústecký kraj, Tschechien, das bei Počerady gelegen ist. Das Kraftwerk ging 1970 mit den ersten beiden Blöcken in Betrieb. Es ist im Besitz von Sev.en Energy AG und wird auch von Sev.en Energy AG betrieben.

## Daten
Mit einer installierten Leistung von 1 GW ist Počerady eines der leistungsstärksten Kohlekraftwerke in Tschechien (Stand Dezember 2019).

## Kraftwerksblöcke
Das Kraftwerk besteht aus 6 Blöcken, die von 1970 bis 1977 in Betrieb gingen. Die folgende Tabelle gibt einen Überblick:
| Block | Max. Leistung (MW) | Betriebsbeginn | Turbine | Generator | Dampfkessel |
| ----- | ------------------ | -------------- | ------- | --------- | ----------- |
| 1     | 200                | 1970           | Škoda   | Škoda     | VZKG        |
| 2     | 200                | 1970           | Škoda   | Škoda     | VZKG        |
| 3     | 200                | 1971           | Škoda   | Škoda     | VZKG        |
| 4     | 200                | 1971           | Škoda   | Škoda     | VZKG        |
| 5     | 200                | 1977           | Škoda   | Škoda     | VZKG        |
| 6     | 200                | 1977           | Škoda   | Škoda     | VZKG        |

Der Block 1 wurde am 1. Januar 1994 stillgelegt. Die Generatoren des Kraftwerks leisten jeder maximal 235 MVA; ihre Nennspannung beträgt 15 kV.